# Municipio de Oteneagen
El municipio de Oteneagen (en inglés: Oteneagen Township) es un municipio ubicado en el condado de Itasca en el estado estadounidense de Minnesota. En el año 2010 tenía una población de 310 habitantes y una densidad poblacional de 3,28 personas por km².

## Geografía
El municipio de Oteneagen se encuentra ubicado en las coordenadas 47°27′6″N 93°50′3″O / 47.45167, -93.83417. Según la Oficina del Censo de los Estados Unidos, el municipio tiene una superficie total de 94.38 km², de la cual 94,04 km² corresponden a tierra firme y (0,36 %) 0,34 km² es agua.

## Demografía
Según el censo de 2010, había 310 personas residiendo en el municipio de Oteneagen. La densidad de población era de 3,28 hab./km². De los 310 habitantes, el municipio de Oteneagen estaba compuesto por el 89,68 % blancos, el 0,32 % eran afroamericanos, el 7,74 % eran amerindios, el 0,32 % eran isleños del Pacífico y el 1,94 % eran de una mezcla de razas. Del total de la población el 0 % eran hispanos o latinos de cualquier raza.